# موردیان
موردیان (نام علمی: Myrtaceae) نام یک تیره از راسته موردسانان است. درختچه‌ای یا درختی با حدود ۱۵۰ سرده و ۳۳۰۰ گونه که بیشتر در نواحی گرمسیری پراکنده هستند و برگ‌های اغلب آنها چرمی با غده‌های ترشحی روغنی است و برخی از اعضای آن مانند اوکالیپتوس از نظر اقتصادی اهمیت بسیار دارد.